# Менахем Бейлис
Менахем Мендел Бейлис (на иврит: מנחם מנדל בײ) е украински евреин, обвинен и оправдан в процеса Бейлис в ритуално убийство на юношата Андрей Ющински.
Менахим Бейлис е син на силно религиозен хасид. Въпреки семейния си произход, той е индеферентен към религията, като дори не спазва Шабата.
Отбил редовна военна служба, Менахем се жени и започва работа в тухларна фабрика недалеч от Киев. Баща е на 5 деца. Работейки във фабриката на приятеля на неговия баща — Зайцев, Бейлис е в добри отношения с местните православни свещеници. Репутацията му сред местните християни е добра, като дори по време на честите по онова време антисемитски погроми при Бейлис идват нарочни пратеници на черносотниците да го предупредят да не се бои и притеснява за живота и имуществото си.